# Paolina Schiff
Paolina Schiff (Mannheim, 28 luglio 1841 – Milano, 6 agosto 1926) è stata un'attivista italiana, suffragetta e promotrice dei diritti delle donne.
È ricordata per essere stata una delle cofondatrici della Lega per la promozione degli interessi femminili, il primo gruppo italiano organizzato per chiedere il suffragio e la parità dei diritti.

## Biografia
Figlia di Sansone Schiff e Barbara Mayer, terzogenita di otto figli, Paolina crebbe in una famiglia dalle idee laiche e liberali che garantì a lei e ai suoi fratelli una buona formazione.
Nel 1852 si trasferì con la famiglia a Trieste, dove il padre, specializzato nella lavorazione dell'argento, lavorava per Ferdinando Massimiliano, fratello dell'imperatore austriaco, Francesco Giuseppe I d'Austria. La famiglia godette del clima aperto e tollerante della città intessendo rapporti con la vivace comunità ebraica triestina. 
Nel 1860 la famiglia si spostò a Milano, dove la giovane Paolina entrò in contatto con gli esponenti della democrazia milanese iniziando l'attività politica e sociale e avvicinandosi ai temi del miglioramento della condizione femminile e delle classi popolari, che le furono cari per tutta la vita. 
Nel 1879 Schiff entrò a far parte degli organi direttivi della Lega di libertà, fratellanza e pace, di cui condivideva gli obiettivi del disarmo e dell'arbitrato internazionale e l'anno seguente conobbe Anna Maria Mozzoni, pioniera del movimento di emancipazione femminile. Insieme a Mozzoni e a Cristina Lazzati, fondò la Lega per la promozione degli interessi femminili, il primo gruppo organizzato per chiedere il suffragio e la parità dei diritti.
Schiff contribuì alla fondazione del sindacato delle orlatrici e partecipò a vari incontri in Italia e in Europa, come il Congresso internazionale femminile indetto dal governo francese nel 1889 e quello di Londra del 1899 che prefiguravano l'avvento di un movimento transnazionale delle donne. In seguito alla partecipazione alle conferenze del 1888 e 1890 che si tennero a Milano sui temi della pace e dell'antimilitarismo divenne l'antesignana del femminismo pacifista. Strinse legami di amicizia con Angelo Mazzoleni, con cui militò nella Lega di libertà, fratellanza e pace, e con Felice Cavallotti, al quale chiese consigli e appoggio in più occasioni.
Nel frattempo la Lega per la promozione degli interessi femminili, non riuscendo a radicarsi sul territorio, esaurì l'attività. Tuttavia, per continuare l'azione rivendicativa, nel maggio del 1893 Schiff diede vita alla Lega per la tutela degli interessi femminili, a cui aderirono, tra le altre, Alessandrina Ravizza, Fanny Salazar Zampini, Ersilia Bronzini Majno e Linda Malnati, ma fecero mancare il loro appoggio Mozzoni e Anna Kuliscioff. La Lega fu sciolta in seguito alla repressione per i moti del 1898, ma fu ricostituita poco dopo. Schiff ebbe varie occasioni di collaborare con Majno la quale, nel 1899 e sempre a Milano, aveva dato vita all'Unione femminile.
Lavorò per l'istituzione di una cassa di maternità per le lavoratrici e partecipò alla battaglia suffragista che si intensificò in età giolittiana. Sostenne attivamente l'abolizione dell’articolo 189 del codice civile che vietava le indagini sulla paternità naturale e partecipò al Comitato di propaganda per la riforma dell'articolo sorto nel 1896, di cui fu nominata segretaria lavorando accanto a giuristi, medici e riformatori di area liberale e socialista.
Fino allo scoppio della guerra mondiale il suo impegno nel femminismo fu inseparabile da quello per la pace e la vide contraria sia all'impresa coloniale italiana in Libia del 1911 sia al conflitto europeo.
A più di un secolo di distanza, Giulia Jasmine Schiff ⎼ la trisnipote del fratello Federico ⎼ continua le lotte per la parità di genere e contro la violenza istituzionale iniziate da Paolina.

## Carriera accademica
Pur non avendo conseguito nessuna laurea presso l'Università di Pavia, Schiff nell'anno accademico 1886-1887 tenne una serie di conferenze linguistico-letterarie presso la facoltà di lettere e filosofia dell’ateneo e, nel marzo del 1889, chiese la libera docenza in lingua e letteratura tedesca. La richiesta venne rifiutata e Schiff iniziò una lunga vertenza contro il corpo accademico di Pavia e si rivolse anche al Consiglio superiore dell'istruzione pubblica. In una lettera del 5 maggio 1890 a Boselli, denunciò il trattamento che in quanto donna stava subendo. La libera docenza in lingua e letteratura tedesca le venne sempre rifiutata, ma l'Università di Pavia le confermò l'insegnamento limitato alle regole grammaticali e a elementi di storia della letteratura, insegnamento che portò avanti fino al 1925, essendo a lungo tra le prime cinque docenti universitarie della storia italiana. Dal 1893 insegnò anche presso l'Accademia scientifico-letteraria di Milano senza abbandonare il proposito di migliorare la propria posizione professionale.

## Opere
Pubblicò numerosi articoli su riviste femminili, come La donna, Vita femminile e L’alleanza, e, come germanista, diede alla luce numerosi articoli su periodici specialistici. Nel 1881 diede alle stampe Il profugo, il suo unico romanzo più volte ristampato, e nel 1888 tradusse La malattia del secolo dello scrittore Max Nordau.
- La donna e la legge civile. Conferenza tenuta a beneficio del monumento a Salvatore Morelli, Milano 1880;
- Il profugo, Milano 1881;
- L’influenza della donna sulla pace. Conferenza tenuta in Milano il 6 maggio 1888, Milano 1888;
- La Pace gioverà alla donna? Conferenza tenuta a Milano nel Ridotto della Scala, Milano 1890;
- Istituzione di una cassa d’assicurazione per la maternità. Conferenza tenuta a Milano nel Teatro Lirico il 9 giugno 1895, Milano 1895;
- Lo spirito della lingua tedesca, Milano 1896;
- Relazione sull’abolizione dell’Art. 189 codice civile, che vieta la Ricerca della paternità naturale, Pavia 1908;
- Intorno alcuni costumi presso gli antichi Germani, Pavia 1909-1910;
- Per la ricerca della paternità, in Lo Stato civile italiano, 1911.